# María Bedoian
María Bedoian, la “Negra” (Tucumán, 6 de diciembre de 1951 - Buenos Aires, 12 de junio de 1977) fue una periodista argentina desaparecida durante la dictadura iniciada en 1976, junto a su esposo, el también periodista y científico Ignacio Ikonikoff.

## Biografía
Era hija de Hagop y Satenig, inmigrantes armenios que se refugiaron en Argentina tras el genocidio de 1915.
Se educó en la Escuela Vocacional Sarmiento donde descubrió su talento para la escritura y el periodismo y creó un periódico escolar. Su vocación artística y literaria la llevaron a emigrar a Buenos Aires en 1963, donde cursó la carrera de periodismo en el Instituto Grafotécnico. También estudiaba Ciencias Antropológicas en la Facultad de Filosofía y Letras de la Universidad de Buenos Aires.
Trabajó en varios medios periodísticos y su labor la alternaba con su compromiso político y social. Fue redactora en la revista Dinamis, que publicaba el Sindicato de Luz y Fuerza. Más adelante trabajó en el periódico Armenia, siendo la secretaria de redacción. También trabajó en el diario El Cronista Comercial y en la radio municipal.
En cuanto a su compromiso político, se destacó en el Comité de Lucha de Prensa y pasó por los Comandos Populares de Liberación (CPL), Montoneros y el Partido Revolucionario de los Obreros Argentinos (PROA).
Fue detenida y secuestrada junto a su esposo el 12 de junio de 1977, tras la incursión de los militares en su departamento de la avenida Directorio de la Capital Federal. La hija de ambos, Ana Verónica, que entonces contaba con 3 años, sobrevivió a la tragedia de sus padres tras una semana de ser cuidada por el encargado del edificio, y fue criada por sus abuelos en Tucumán.